# HD 72737
HD 72737，又名CP-52 1517，SAO 236062、HR 3386，是一颗恒星，视星等为5.69，位于銀經269.75，銀緯-7.97，其B1900.0坐标为赤經8h 29m 18.3s，赤緯-52° -7.97′ 19″。